# Enrique Plantey
Enrique Plantey, né le 29 août 1982, est un skieur handisport argentin.

## Biographie
Il est désigné porte-drapeau de la délégation argentine pour la cérémonie d'ouverture des Jeux paralympiques d'hiver de 2018.

## Palmarès

### Jeux paralympiques
| Épreuve / Édition | Sotchi 2014 | Pyeongchang 2018 |
| Descente          | -           | -                |
| Super-G           | -           | DSQ              |
| Slalom géant      | 19e         | DNF              |
| Slalom            | -           | 11e              |
| Super combiné     | -           | DNF              |